# Anthony Edwards (Basketballspieler)
Anthony Edwards (* 5. August 2001 in Atlanta, Georgia) ist ein US-amerikanischer Basketballspieler. Er spielte auf Hochschulebene ein Jahr für die University of Georgia, bis er von den Minnesota Timberwolves an erster Stelle des NBA-Draftverfahrens 2020 ausgewählt wurde.

## Kindheit und Jugend
Edwards ist in Atlanta (US-Bundesstaat Georgia) aufgewachsen. Edwards Vater gab ihm den Spitznamen „Ant-Man“ (Ameisenmann), als dieser drei Jahre alt war.  Während seiner Kindheit hegte er den Wunsch, American-Football-Profi zu werden und spielte primär auf der Position des Runningbacks. Er spielte American-Football für die Atlanta Vikings und wurde mit zehn Jahren als einer der besten Pop-Warner-Runningbacks des Landes ausgezeichnet. Edwards konzentrierte sich jedoch auf Basketball, da seine Brüder diesem Sport nachgingen. In der neunten Klasse begann er sein Training unter der Anleitung von Justin Holland, einem ehemaligen College-Basketballspieler der Liberty Flames und einem in Atlanta ansässigen Basketballtrainer.

## Schulzeit
Aufgrund seines Erfolgs mit den Atlanta Xpress in der Amateur Athletic Union wurde Edwards von US-Medien in Ranglisten der landesweit besten Basketballspieler in der höchsten Wertung (fünf Sterne) geführt. An der Therrell High School in Atlanta war er Mitglied der Basketballmannschaft und der 2019er Abschlussklasse zugehörig. Anfang Januar 2017 wechselte Edwards zur Holy Spirit Preparatory School (Atlanta) und wurde in die Abschlussklasse 2020 eingestuft. Nachdem er seine schulischen Leistungen verbessert hatte, wurde Edwards im November 2018 wieder der Abschlussklasse 2019 zugeordnet.
Später wurde er in Ranglisten der besten US-Spieler seines Jahrgangs auf dem ersten Platz geführt. In seinem letzten Schuljahr beendete er mit seiner Mannschaft die Meisterschaft GISA-Class AAA als Zweiter. Das Endspiel wurde verloren, obwohl Edwards 27 Punkte erzielte. Am Ende der Saison wies er Mittelwerte von durchschnittlich 29 Punkte, neun Rebounds und zwei Assists pro Spiel auf. Edwards wurde ins USA Today All-USA First Team und ins MaxPreps All-American Fourth Team berufen. Er spielte im März und April 2019 im McDonald's All-American Game und im Spiel Jordan Brand Classic.
Im Februar 2019 gab er seine Entscheidung bekannt, ab der Saison 2019/20 an der University of Georgia zu spielen. Zu den Hochschulen, die sich ebenfalls um seine Dienste bemüht hatten, gehörten die University of Kentucky und die Florida State University. Er begründete seinen Entschluss unter anderem damit, dass Georgias Cheftrainer Tom Crean früher auch zwei seiner Lieblingsspieler, Dwyane Wade und Victor Oladipo, betreut habe.

## College
Am 5. November 2019 gab Edwards sein Debüt für die University of Georgia und verzeichnete bei einem 91:72-Sieg gegen Western Carolina 24 Punkte, neun Rebounds und vier Ballgewinne. Damit erreichte er die meisten Punkte eines Georgia-Neulings seit Dominique Wilkins. Am 26. November erzielte Edwards bei einer 93:85-Niederlage gegen die Michigan State University im Rahmen eines Einladungsturniers auf Maui eine Saisonbestleistung von 37 Punkten, darunter 33 in der zweiten Hälfte. Edwards war der erste Georgia-Neuling seit Jacky Dorsey im Jahr 1975, der 37 Punkte oder mehr in einem Spiel erzielte. In seinem letzten Spiel des Turniers führte er seine Mannschaft mit 24 Punkten an und erzielte den spielgewinnenden Wurf gegen die Mannschaft der Chaminade University of Honolulu (zweite NCAA-Division).
In 32 Einsätzen für die Hochschulmannschaft während der Saison 2019/20 stand er jeweils in der Anfangsaufstellung, er erzielte  durchschnittlich 19,1 Punkte und 5,2 Rebounds je Begegnung und bereitete statistisch 2,8 Korberfolge seiner Mannschaftskollegen pro Spiel vor. Edwards war landesweit der beste Korbschütze aller Spieler des Freshman-Jahrgangs. Er wurde in das All-Second-Team der Southeastern Conference (SEC) berufen und als bester Freshman der SEC ausgezeichnet. Edwards erhielt vier Mal während der Saison die Auszeichnung SEC-Freshman der Woche. Er kam ebenfalls in die Endauswahl für den Jerry West Award, mit dem der beste Schütze in der NCAA ausgezeichnet wird.

## NBA
In mehreren Vorschauen auf das Draftverfahren der NBA wurde Edwards als Anwärter auf den ersten Platz geführt, was sich bewahrheitete, als ihn die Minnesota Timberwolves am 18. November 2020 an erster Stelle aufriefen. Mit 19,3 Punkten je Begegnung war Edwards in der Saison 2020/21 drittbester Korbschütze seiner Mannschaft. Im November 2021 erzielte Edwards in einem Spiel gegen die Golden State Warriors 48 Punkte. In der vorherigen NBA-Geschichte waren nur vier Spielern in noch jüngerem Alter als Edwards in einer Partie 45 Punkte oder mehr gelungen.
Edwards steigerte seinen Punktedurchschnitt in der Hauptrunde der Saison 2021/22 auf 21,3. Das war innerhalb der Mannschaft der zweithöchste Wert. 2023 wurde er als Verletzungsersatz erstmalig zum NBA All-Star ernannt.
Anfang August 2023 gab Edwards bekannt, dass er seine Rückennummer von 1 zu 5 wechseln würde. Die Nummer 5 trug Edwards bereits in seiner Amateurkarriere, konnte sie jedoch in der NBA anfangs nicht tragen, da sie bereits von anderen Mitspielern genutzt wurde.

## Nationalmannschaft
Bei der Weltmeisterschaft 2023 war Edwards mit 18,9 Punkten je Begegnung der beste Korbschütze der viertplatzierten US-Amerikaner. Edwards wurde ins All-Tournament First Team gewählt.
Bei den Olympischen Spielen 2024 in Paris gewann er die Goldmedaille.

## Erfolge und Auszeichnungen
- 2× All-NBA Team: 2024, 2025
- 3× NBA All-Star: 2023, 2024, 2025
- All NBA Rookie First Team: 2021
- Basketball-Weltmeisterschaft 2023: All-Tournament First Team
- Olympiasieger 2024

## Spielweise
Zu Edwards’ Stärken gelten sein kräftiger Körperbau, seine Schnelligkeit und seine Sprungkraft. Diese Vorteile spielt er insbesondere bei Schnellangriffen aus. Im Angriff kommt ihm beim Zug zum Korb ebenfalls seine Körperbeherrschung zugute, die ihm den Korbabschluss bei Körperkontakt mit Verteidigungsspielern erleichtert. Als Schwachpunkt galt zunächst sein Distanzwurf, zeigte aber bereits in seiner ersten NBA-Saison teils hervorragende Leistungen als Dreipunktschütze.

## Karriere-Statistiken

### NBA

#### Hauptrunde
| Saison   | Team      | GP  | GS  | MPG  | FG % | 3P % | FT % | RPG | APG | SPG | BPG | PPG  |
| -------- | --------- | --- | --- | ---- | ---- | ---- | ---- | --- | --- | --- | --- | ---- |
| 2020–21  | Minnesota | 72  | 55  | 32.1 | .417 | .329 | .776 | 4.7 | 2.9 | 1.1 | 0.5 | 19.3 |
| 2021–22  | Minnesota | 72  | 72  | 34.3 | .441 | .357 | .786 | 4.8 | 3.8 | 1.5 | 0.6 | 21.3 |
| 2022–23  | Minnesota | 79  | 79  | 36.0 | .459 | .369 | .756 | 5.8 | 4.4 | 1.6 | 0.7 | 24.6 |
| 2023–24  | Minnesota | 79  | 78  | 35.1 | .461 | .357 | .836 | 5.4 | 5.1 | 1.3 | 0.5 | 25.9 |
| Gesamt   | Gesamt    | 302 | 284 | 34.4 | .446 | .353 | .793 | 5.2 | 4.1 | 1.4 | 0.6 | 22.9 |
| All-Star | All-Star  | 2   | 0   | 14.8 | .727 | .000 | —    | 2.5 | 1.0 | 0.0 | 0.0 | 8.0  |

#### Playoffs
| Saison  | Team      | GP | GS | MPG  | FG % | 3P % | FT % | RPG | APG | SPG | BPG | PPG  |
| ------- | --------- | -- | -- | ---- | ---- | ---- | ---- | --- | --- | --- | --- | ---- |
| 2021–22 | Minnesota | 6  | 6  | 37.8 | .455 | .404 | .824 | 4.2 | 3.0 | 1.2 | 1.2 | 25.2 |
| 2022–23 | Minnesota | 5  | 5  | 39.8 | .482 | .349 | .846 | 5.0 | 5.2 | 1.8 | 2.0 | 31.6 |
| 2023–24 | Minnesota | 16 | 16 | 40.6 | .481 | .400 | .814 | 7.0 | 6.5 | 1.5 | 0.6 | 27.6 |
| Gesamt  | Gesamt    | 27 | 27 | 39.8 | .476 | .391 | .823 | 6.0 | 5.5 | 1.5 | 1.0 | 27.8 |

### College
| Saison  | Team    | GP | GS | MPG  | FG % | 3P % | FT % | RPG | APG | SPG | BPG | PPG  |
| ------- | ------- | -- | -- | ---- | ---- | ---- | ---- | --- | --- | --- | --- | ---- |
| 2019–20 | Georgia | 32 | 32 | 33.0 | .402 | .294 | .772 | 5.2 | 2.8 | 1.3 | 0.6 | 19.1 |
| Gesamt  | Gesamt  | 32 | 32 | 33.0 | .402 | .294 | .772 | 5.2 | 2.8 | 1.3 | 0.6 | 19.1 |